# Megachile leucopogonites
Megachile leucopogonites là một loài Hymenoptera trong họ Megachilidae. Loài này được Moure mô tả khoa học năm 1944.